# Château de Choisy

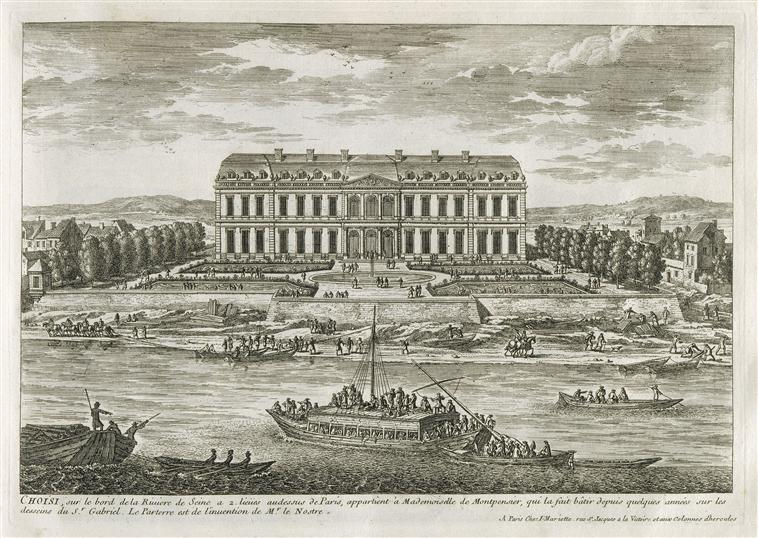
Château de Choisy

Château de Choisy var ett tidvis kungligt slott i Frankrike. Det låg i Choisy-le-Roi i departementet Val-de-Marne utanför Paris mellan 1680 och 1839. 
Det första slottet uppfördes 1680 av Jacques Gabriel på order av kungens kusin Anne Marie Louise av Orléans, som använde det som sommarbostad. Det ägdes sedan av tronföljaren Ludvig av Frankrike (1661–1711) och kungens illegitima dotter Marie Anne de Bourbon, innan det köptes av Ludvig XV år 1739.
Slottet byggdes om av Ludvig XV mellan 1739 och 1741, och användes sedan ofta som hans och Madame de Pompadours privata tillflyktsort. Bland dess tillbyggnader fanns då en teater, en badpaviljong och lusthuset Petit Château. Marie-Antoinette besökte ofta slottet innan hon köpte Château de Saint-Cloud 1785, och var särskilt förtjust i dess teater. Efter franska revolutionen blev slottet konfiskerat och dess lösöre sålt. Byggnaden förföll och revs slutligen 1839.      